# Târgșor
Târgșor a fost un oraș situat pe drumul care lega în evul mediu reședința principală a Țării Românești de orașele Gherghița, Buzău și Brăila; astăzi, acest oraș a dispărut, pe locul său aflându-se satul Târgșoru Vechi, lângă Ploiești. Locuitorii acestui centru urban au întreținut strânse legături comerciale cu cei din Brașov, unde sunt pomeniți în documente. Decăderea orașului a început în secolului al XVII-lea, odată cu ridicarea Ploieștilor. La sfârșitul secolului al XVI-lea, aici trăia un important negustor, Mihai din Târgșor, tatăl viitorului domn, Antonie Vodă din Popești. Vechea biserică domnească din oraș a fost transformată de Antonie Vodă în mănăstire (Mănăstirea Târgșor, cunoscută mai mult sub numele de Mănăstirea Turnu); din construcția ridicată la 1670, astăzi se mai văd doar ruinele, cărora li se mai adaugă alte două ruine de biserici.
Importanța rezervației arheologice de la Târgșor i-a determinat pe istorici să o numească „mica Troie subcarpatică”.